# Erin Chan
Erin Chan (* 9. August 1979 in Calgary) ist eine ehemalige kanadische Synchronschwimmerin.

## Erfolge
Erin Chan gehörte bei den Olympischen Spielen 2000 in Sydney zum Aufgebot Kanadas im Mannschaftswettbewerb. Zusammen mit Claire Carver-Dias, Catherine Garceau, Lyne Beaumont, Fanny Létourneau, Kirstin Normand, Jacinthe Taillon und Reidun Tatham gelang ihr mit 97,357 Punkten das drittbeste Ergebnis des Wettkampfs, womit die Kanadierinnen hinter den Russinnen, die mit 99,146 Punkten Olympiasiegerinnen wurden, und den mit 98,860 Punkten zweitplatzierten Japanerinnen die Bronzemedaille gewannen. Ein Jahr darauf nahm sie mit der kanadischen Nationalmannschaft an den Weltmeisterschaften in Fukuoka teil. Bei diesen belegte die Mannschaft abermals hinter Russland und Japan Rang drei.
Mit der kanadischen Synchronmannschaft schloss Chan die Panamerikanischen Spiele 2003 in Santo Domingo auf dem zweiten Platz ab und gewann somit hinter den US-Amerikanerinnen und vor Brasilien die Silbermedaille. Im selben Jahr verpasste Chan bei den Weltmeisterschaften in Barcelona die Medaillenränge. Bei den Olympischen Spielen 2004 in Athen gehörte Chan erneut um kanadischen Kader in der Mannschaftskonkurrenz. Die Kanadierinnen, deren Mannschaft neben Chan noch aus Jessica Chase, Jessika Dubuc, Marie-Pierre Gagné, Fanny Létourneau, Shayna Nackoney, Anouk Renière-Lafrenière, Courtenay Stewart bestand, belegte schließlich den fünften Rang. Die Spiele waren Chans letzter internationaler Wettkampf.